# Station Laliki
Station Laliki is een spoorwegstation in de Poolse plaats Laliki.